# Jean Vanier

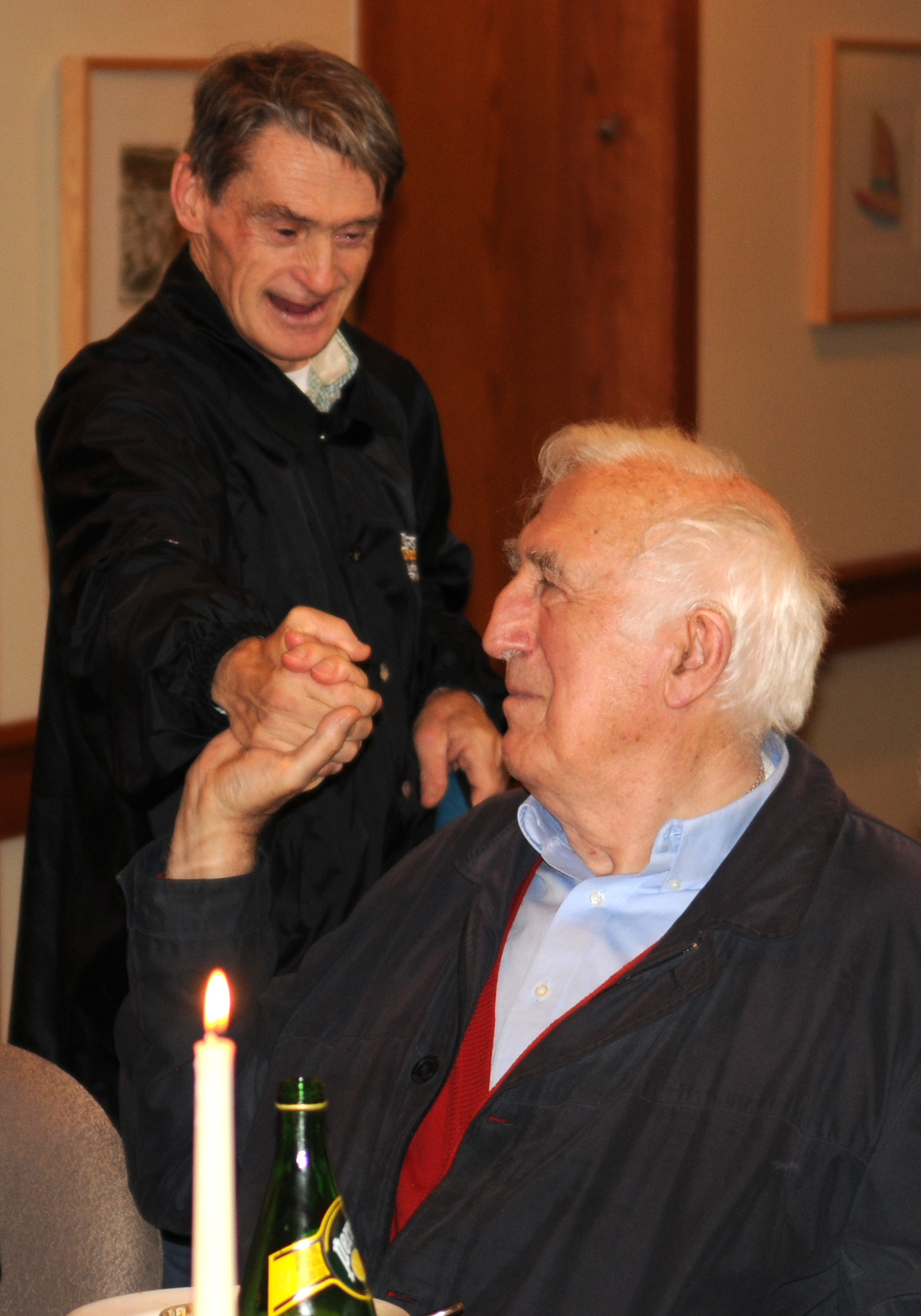
Jean Vanier (en primer pla), donant-li la mà a un membre de l'Arca, John Smeltzer.

Jean Vanier   (Ginebra, 10 de setembre de 1928 - París, 7 de maig de 2019) va ser una personalitat cristiana que es dedicà a les persones amb una discapacitat intel·lectual: va crear les Comunitats de l'Arca el 1964, va fundar l'associació el 1968 Foi et Partage (Fe i Compartir) i Foi et lumière (Fe i Llum). També va ser en l'origen de la creació de l'associació Intercordia el 2000.

## Biografia
Fill de Georges Vanier, governador general del Canadà, i Paulina Vanier, Jean Vanier realitzar la major part dels seus estudis a Anglaterra, on visqué amb la seva família fins al començament de la guerra 39-45, quan el seu pares el repatrien al Canadà amb els seus quatre germans i la seva germana. Es va convertir en un oficial de la marina a la Royal Navy a Anglaterra, després a la Marina reial canadenca.
Va dimitir el 1950, i es va doctorar en filosofia a l'Institut catholique de Paris.
Va morir a París el 7 de maig de 2019.

### L'esdeveniment: l'Arca
La primera trobada de Jean Vanier amb persones amb problemes d'aprenentatge es va dur a terme el 1963 al psiquiàtric de Saint-Jean-les-Deux-Jumeaux als suburbis del sud de París. Aquí és on va conèixer a Raphael Simi i Philippe Seux. Les seves condicions de vida eren molt difícils. Afectat per aquesta gent, va decidir provar l'experiència de viure amb ells a Trosly-Breuil. A partir d'agost de 1964, en relació amb el pare Thomas Philippe, va fundar L'Arche, una associació per donar cabuda a persones amb discapacitat mental. L'Arche és present al món amb més de cent comunitats.

### Fe i Llum
Amb Marie-Hélène Mathieu, van fundar Foi et lumière (Fe i Llum), i va organitzar un primer pelegrinatge a Lorda el 1971.
Jean Vanier és també l'autor de diversos llibres d'inspiració cristiana, en la intersecció de l'antropologia, la psicologia i la filosofia.

### Intercordia
L'Associació Intercordia va ser fundada el 2000 per iniciativa de Jean Vanier per oferir als joves un any de formació a la universitat, perquè puguin adquirir una "pràctica de la pau" en conèixer altres persones, cultures, religions, en altres condicions socials.

## Premis i honors
- Membre de la Legió d'Honor
- Company de l'Orde del Canadà
- Membre de l'Ordre nacional del Quebec
- Premi Pau VI 1997
- Premi humanitari Rabí Gunther Plaut
- L'asteroide (8604) Vanier (en) porta el seu nom des de l'any 2010.